# Leonardo Fornaroli
Leonardo Fornaroli (Placência, 3 de dezembro de 2004) é um automobilista italiano que atualmente compete na Fórmula 2 pela equipe Invicta Racing. Ele foi campeão do Campeonato de Fórmula 3 da FIA em 2024, mesmo sem ter vencido uma corrida na temporada. Anteriormente, ele foi o campeão entre os estreantes da Fórmula Regional Europeia de 2022

## Carreira

### Kart
Fornaroli se iniciou no cartismo aos dez anos, competindo principalmente em seu país natal. Venceu o Championkart de 2016 na classe Mini Academy, foi vice-campeão da X30 Challenge Itália de 2017 e terceiro no campeonato italiano de kart de 2018. Esse ano também marcou a estreia de Fornaroli nas competições europeias, com seu destaque sendo o terceiro lugar no Trofeo Andrea Margutti de 2019, seu último ano nessa categoria. Seus resultados lhe renderam um convite da Automobile Club d’Italia para que ele fosse um dos cinco italianos participantes da 16ª edição do Supercorso Federale, evento anual organizado pela ACI Sport e a Ferrari Driver Academy, que reúne os maiores talentos do kart.

### Fórmula 4

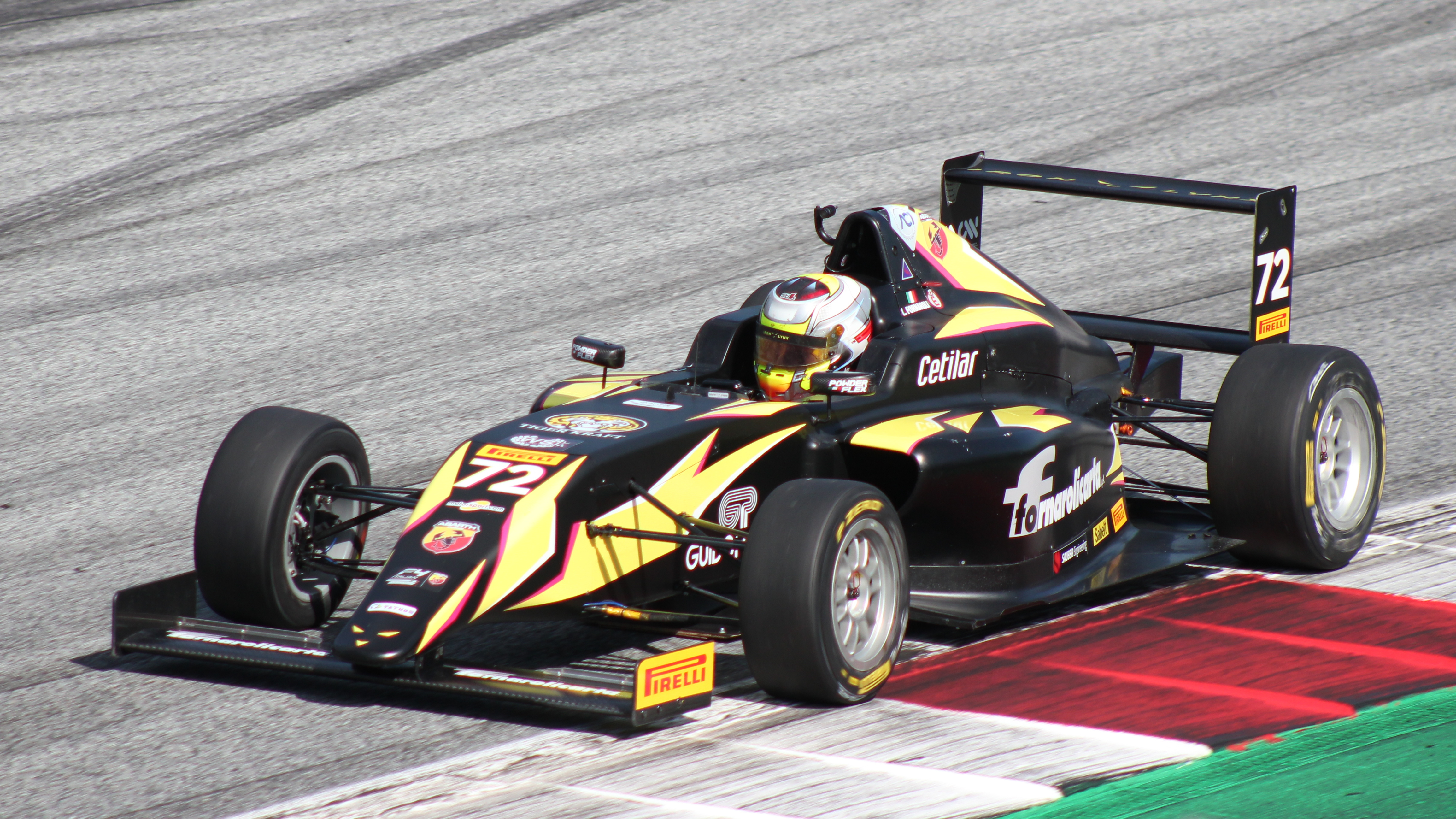
Fornaroli na rodada do Red Bull Ring da F4 Italiana de 2021

Em 2020, Fornaroli fez sua estreia na Fórmula 4 Italiana, competindo pela Iron Lynx, que buscava se expandir para os monopostos naquele ano. Seus companheiros foram Gabriele Minì, Dino Beganovic e Francesco Pizzi. Pontuou em doze das vinte corridas disputadas, tendo como ápice o terceiro lugar na corrida 3 de Monza, que também foi seu único pódio. Fornaroli terminou o ano em nono lugar, com 108 pontos. Nesse mesmo ano, Fornaroli também disputou a rodada de Hockenheim da ADAC Fórmula 4 como piloto convidado.
Fornaroli seguiu com a Iron Lynx para a temporada de 2021 da F4 Italiana. Seu ápice foi na rodada tripla de Misano, em que ele foi ao pódio em todas as corridas, mas se destacou ao fazer a pole e vencer a corrida 1. Aquela foi a sua única vitória da temporada. Ao todo, foram duas poles, três voltas mais rápidas, sete pódios e 190 pontos, com Fornaroli encerrando o campeonato em quinto lugar. Em 2021, o italiano também fez participações na ADAC F4 como convidado, dessa vez, nas rodadas do Red Bull Ring e de Zandvoort.

### Fórmula Regional
Em 2022, Fornaroli passou a competir a Fórmula Regional, primeiro fazendo uma campanha parcial no Campeonato Asiático pela equipe Hitech Grand Prix, com um quarto lugar na qualificação e um quinto lugar como destaques, antes de retornar à Europa para o temporada principal com a nova equipe Trident, ao lado do rival de Fórmula 4 Tim Tramnitz e Roman Bilinski. A consistência provou ser a maior característica do italiano, já que ele somou pontos em 15 das 20 corridas na temporada de estreia dele e de sua equipe. Ele terminou em oitavo na classificação geral, como o estreante mais bem colocado e bem à frente de seus dois companheiros de equipe. Seu melhor resultado foi um quarto lugar na primeira corrida em Hungaroring.

### Fórmula 3

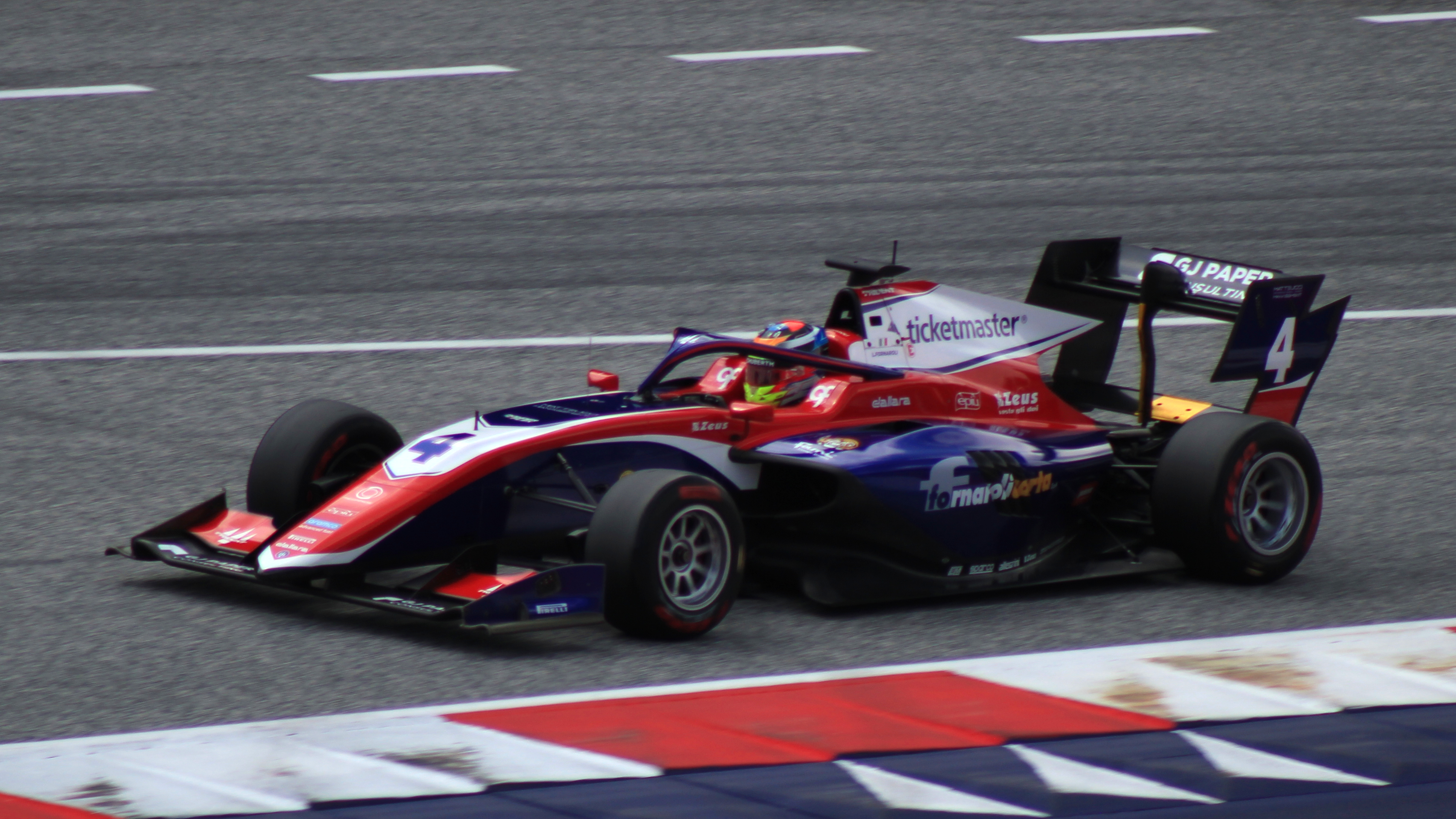
Fornaroli na Áustria em 2023

No final de setembro de 2022, Fornaroli participou do teste de pós-temporada do Campeonato de Fórmula 3 da FIA com a equipe Trident, fazendo parceria com Oliver Goethe e o rival da Fórmula Regional Europeia, Gabriel Bortoleto, nos três dias. Em 3 de dezembro de 2022, em seu aniversário de 18 anos, foi anunciado que Fornaroli faria parte da escalação de 2023 da equipe ao lado de Bortoleto e Goethe. Fornaroli conseguiu três pódios e encerrou o campeonato na décima primeira posição, com 69 pontos. Ele permaneceu com a equipe Trident para a disputa da temporada de 2024.

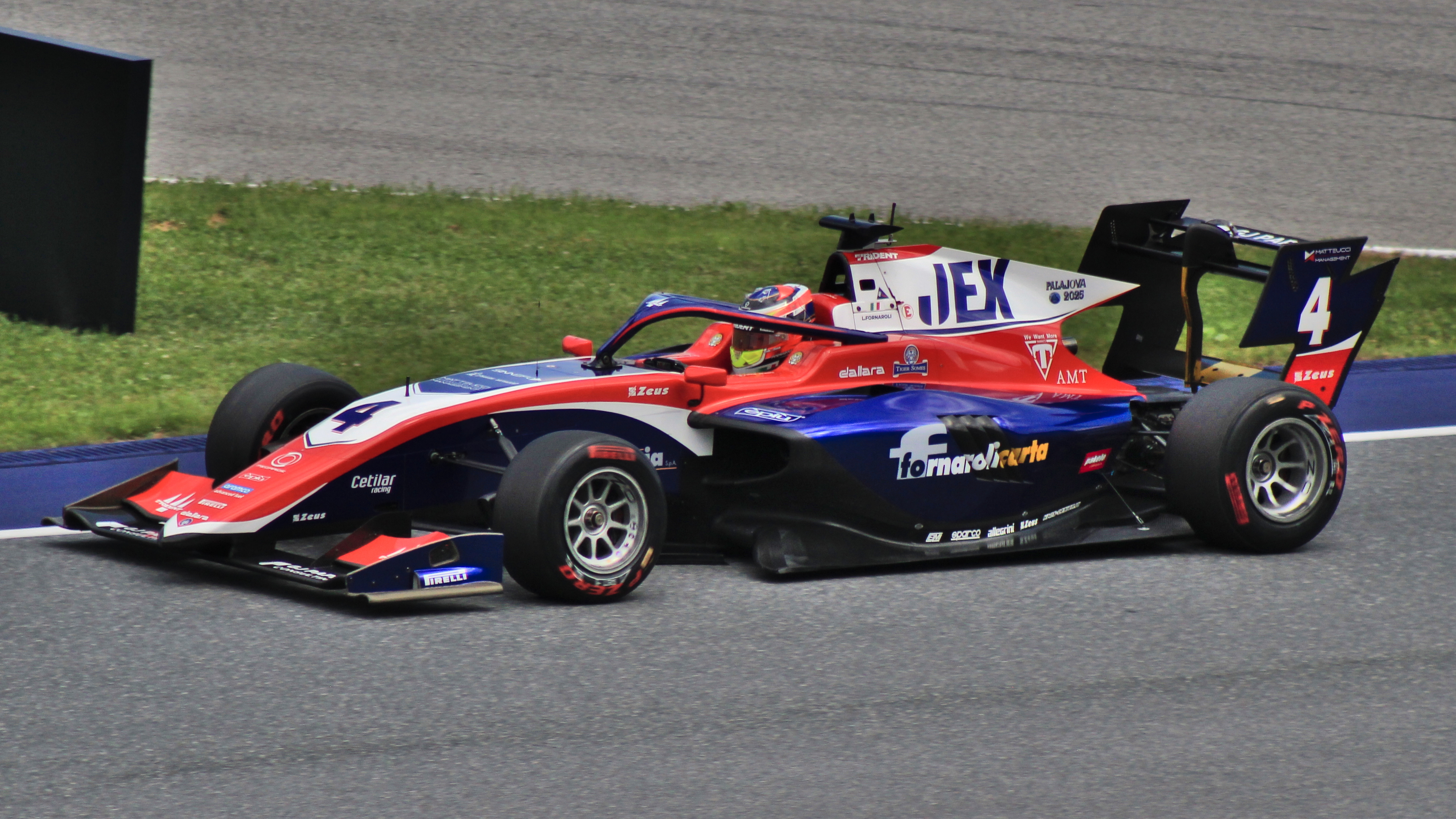
Fornaroli no Red Bull Ring em 2024

Fornaroli batalhou pelo título, pontuou em quase todas as etapas e conseguiu sete pódios, mas apesar de não ter conseguido vencer, fez frente aos adversários graças à sua consistência. O italiano conquistou o título do Campeonato de Pilotos após fazer uma ultrapassagem sobre Christian Mansell na última volta da corrida principal da etapa de Monza, a última rodada da temporada, com o piloto conseguindo uma marca histórica ao se tornar o primeiro piloto a vencer a Fórmula 1, Fórmula 2 ou Fórmula 3 sem conquistar uma vitória sequer ao longo da temporada.

### Fórmula 2
Fornaroli estreou na Fórmula 2 em dezembro de 2024 após Zane Maloney deixar a Rodin antes da rodada final em Abu Dhabi para fazer sua estreia na Fórmula E. O italiano teve como melhor resultado um décimo lugar na corrida sprint e finalizou o ano em 29º, sem nenhum ponto.
Antes disso, em setembro de 2024, Fornaroli foi anunciado como novo contratado da Invicta Racing para a temporada da Fórmula 2 de 2025, tendo como companheiro o experiente tcheco Roman Staněk. O italiano iniciou o ano com o segundo lugar na corrida curta da etapa de abertura na Austrália. Fez a pole da corrida longa do Barém, mas acabou em terceiro lugar. Voltou a ser segundo colocado em Mônaco, sendo prejudicado por um safety car que permitiu que Jak Crawford tirasse sua vitória pouco antes da prova ser interrompida. Vinha pontuando em todas as etapas, até seu abandono na corrida longa de Barcelona, mas voltou a pontuar com o segundo lugar na corrida longa da Áustria, de onde novamente largou da pole. Sua primeira vitória na categoria veio na corrida curta da Grã-Bretanha, com Fornaroli encerrando o jejum de vitórias que vinha desde a etapa de Misano da Fórmula 4 Italiana de 2021. Voltou a vencer na corrida curta da Bélgica, que dominou após assumir a ponta na largada, e obteve sua primeira vitória em corridas longas na Hungria, mesmo após ter tomado uma punição de cinco segundos. Esses resultados o colocaram na liderança do campeonato.

## Resultados

### Resumo da carreira
| Temporada | Categoria                         | Equipe            | Corridas | Vitórias | Poles | V.M.R. | Pódios | Pontos | Posição |
| --------- | --------------------------------- | ----------------- | -------- | -------- | ----- | ------ | ------ | ------ | ------- |
| 2020      | Fórmula 4 Italiana                | Iron Lynx         | 20       | 0        | 0     | 1      | 2      | 108    | 9º      |
| 2020      | ADAC Fórmula 4                    | Iron Lynx         | 3        | 0        | 0     | 0      | 0      | 0      | NC†     |
| 2021      | Fórmula 4 Italiana                | Iron Lynx         | 20       | 1        | 2     | 3      | 7      | 180    | 5º      |
| 2021      | ADAC Fórmula 4                    | Iron Lynx         | 6        | 0        | 0     | 0      | 1      | 0      | NC†     |
| 2021      | Fórmula 4 da Zona Centro-Europeia | Iron Lynx         | 2        | 1        | 1     | 1      | 2      | 43     | 3º      |
| 2022      | Fórmula Regional Asiática         | Hitech Grand Prix | 9        | 0        | 0     | 0      | 0      | 22     | 17º     |
| 2022      | Fórmula Regional Europeia         | Trident           | 20       | 0        | 0     | 0      | 0      | 83     | 8º      |
| 2023      | Fórmula 3                         | Trident           | 18       | 0        | 1     | 0      | 3      | 69     | 11º     |
| 2024      | Fórmula 3                         | Trident           | 20       | 0        | 2     | 2      | 7      | 153    | 1º      |
| 2024      | Fórmula 2                         | Rodin Motorsport  | 2        | 0        | 0     | 0      | 0      | 0      | 29º     |
| 2025      | Fórmula 2                         | Invicta Racing    | 21       | 3        | 2     | 1      | 7      | 154    | 1º*     |

* Temporada ainda em andamento.